# Tirreno-Adriático 1968
La tercera edición de la Tirreno-Adriático se disputó del 12 al 16 de marzo de 1968 en Italia. Fue la tercera edición de la Tirreno-Adriático y su ganador fue el ciclista italiano Claudio Michelotto.

## Etapas
| Etapa | Fecha       | Recorrido                                 | km    | Ganador         | Líder              |
| ----- | ----------- | ----------------------------------------- | ----- | --------------- | ------------------ |
| 1.ª   | 12 de marzo | Santa Marinella - Fiuggi                  | 206,0 | Vittorio Adorni | Vittorio Adorni    |
| 2.ª   | 13 de marzo | Fiuggi - Cassino                          | 188,2 | Rudi Altig      | Rudi Altig         |
| 3.ª   | 14 de marzo | Frosinone - Pescasseroli                  | 199,5 | Italo Zilioli   | Claudio Michelotto |
| 4.ª   | 15 de marzo | Pescasseroli - San Benedetto del Tronto   | 226,4 | Franco Bitossi  | Claudio Michelotto |
| 5.ª   | 16 de marzo | San Benedetto del Tronto - S.B del Tronto | 217,0 | Giorgio Favaro  | Claudio Michelotto |

## Clasificación general
| Posición | Ciclista           | Equipo         | Tiempo       |
| -------- | ------------------ | -------------- | ------------ |
| 1        | Claudio Michelotto | Max Meyer      | 27h 17' 32'' |
| 2        | Italo Zilioli      | Filotex        | + 18''       |
| 3        | Rudi Altig         | Salvarani      | + 1' 38''    |
| 4        | Franco Bitossi     | Filotex        | + 1' 39''    |
| 5        | Vito Taccone       | Germanvox-Wega | + 1' 43''    |
| 6        | Roberto Ballini    | Max Meyer      | m.t.         |
| 7        | Flaviano Vicentini | Filotex        | + 1' 45''    |
| 8        | Gianni Motta       | Molteni        | + 1' 47''    |
| 9        | Michele Dancelli   | Pepsi-Cola     | + 1' 53''    |
| 10       | Felice Gimondi     | Salvarani      | + 2' 17''    |